# Danh sách cầu thủ tham dự vòng chung kết UEFA Nations League 2019
Vòng chung kết UEFA Nations League 2019 là một giải đấu bóng đá quốc tế được tổ chức tại Bồ Đào Nha từ ngày 5 đến ngày 9 tháng 6 năm 2019. Bốn đội tuyển quốc gia tham gia giải đấu được yêu cầu đăng ký một đội hình tối đa gồm 23 cầu thủ, trong đó ba cầu thủ phải là thủ môn, và đội hình sẽ được chốt trước ngày 26 tháng 5 năm 2019, mười ngày trước khi giải đấu diễn ra. Chỉ những cầu thủ trong những đội hình này mới đủ điều kiện tham gia giải đấu. Trong trường hợp một cầu thủ trong danh sách cầu thủ đã được gửi bị chấn thương hoặc ốm trước trận đấu đầu tiên của giải đấu, cầu thủ đó có thể được thay thế bất kỳ lúc nào trong vòng 24 giờ trước trận đấu đầu tiên của họ. Bác sĩ của mỗi đội và Ủy ban y tế UEFA đều phải xác nhận rằng chấn thương hoặc bệnh tật đủ nghiêm trọng để ngăn cầu thủ tham gia giải đấu.
Vị trí được liệt kê cho mỗi cầu thủ nằm trong danh sách đội hình chính thức do UEFA công bố. Độ tuổi được liệt kê cho mỗi cầu thủ là vào ngày 5 tháng 6 năm 2019, ngày đầu tiên của giải đấu. Số lần khoác áo và số bàn thắng được liệt kê cho mỗi cầu thủ không bao gồm bất kỳ trận đấu nào được thi đấu sau khi bắt đầu giải đấu. Câu lạc bộ được liệt kê là câu lạc bộ dành cho các cầu thủ đã thi đấu một trận đấu cuối cùng trước giải đấu. Quốc tịch của mỗi câu lạc bộ sẽ phản ánh hiệp hội quốc gia (không phải giải đấu) mà câu lạc bộ được liên kết.

## Đội hình

### Bồ Đào Nha
Huấn luyện viên: Fernando Santos
Đội hình chính thức của Bồ Đào Nha đã được công bố vào ngày 23 tháng 5 năm 2019.
| Số | VT | Cầu thủ                        | Ngày sinh (tuổi)            | Trận | Bàn | Câu lạc bộ              |
| -- | -- | ------------------------------ | --------------------------- | ---- | --- | ----------------------- |
| 1  | TM | Rui Patrício                   | 15 tháng 2, 1988 (31 tuổi)  | 79   | 0   | Wolverhampton Wanderers |
| 2  | HV | João Cancelo                   | 27 tháng 5, 1994 (25 tuổi)  | 14   | 3   | Juventus                |
| 3  | HV | Pepe                           | 26 tháng 2, 1983 (36 tuổi)  | 105  | 7   | Porto                   |
| 4  | HV | Rúben Dias                     | 14 tháng 5, 1997 (22 tuổi)  | 9    | 0   | Benfica                 |
| 5  | HV | Raphaël Guerreiro              | 22 tháng 12, 1993 (25 tuổi) | 32   | 2   | Borussia Dortmund       |
| 6  | HV | José Fonte                     | 22 tháng 12, 1983 (35 tuổi) | 36   | 0   | Lille                   |
| 7  | TĐ | Cristiano Ronaldo (đội trưởng) | 5 tháng 2, 1985 (34 tuổi)   | 156  | 85  | Juventus                |
| 8  | TV | João Moutinho                  | 8 tháng 9, 1986 (32 tuổi)   | 114  | 7   | Wolverhampton Wanderers |
| 9  | TĐ | Dyego Sousa                    | 14 tháng 9, 1989 (29 tuổi)  | 2    | 0   | Braga                   |
| 10 | TV | Bernardo Silva                 | 10 tháng 8, 1994 (24 tuổi)  | 35   | 3   | Manchester City         |
| 11 | TĐ | Diogo Jota                     | 4 tháng 12, 1996 (22 tuổi)  | 0    | 0   | Wolverhampton Wanderers |
| 12 | TM | José Sá                        | 17 tháng 1, 1993 (26 tuổi)  | 0    | 0   | Olympiacos              |
| 13 | TV | Danilo Pereira                 | 9 tháng 9, 1991 (27 tuổi)   | 32   | 2   | Porto                   |
| 14 | TV | William Carvalho               | 7 tháng 4, 1992 (27 tuổi)   | 55   | 2   | Real Betis              |
| 15 | TV | Rafa Silva                     | 17 tháng 5, 1993 (26 tuổi)  | 15   | 0   | Benfica                 |
| 16 | TV | Bruno Fernandes                | 8 tháng 9, 1994 (24 tuổi)   | 11   | 1   | Sporting CP             |
| 17 | TV | Gonçalo Guedes                 | 29 tháng 11, 1996 (22 tuổi) | 15   | 3   | Valencia                |
| 18 | TV | Rúben Neves                    | 13 tháng 3, 1997 (22 tuổi)  | 10   | 0   | Wolverhampton Wanderers |
| 19 | HV | Mário Rui                      | 27 tháng 5, 1991 (28 tuổi)  | 8    | 0   | Napoli                  |
| 20 | HV | Nélson Semedo                  | 16 tháng 11, 1993 (25 tuổi) | 8    | 0   | Barcelona               |
| 21 | TV | Pizzi                          | 6 tháng 10, 1989 (29 tuổi)  | 14   | 2   | Benfica                 |
| 22 | TM | Beto                           | 1 tháng 6, 1982 (37 tuổi)   | 16   | 0   | Göztepe                 |
| 23 | TĐ | João Félix                     | 10 tháng 11, 1999 (19 tuổi) | 0    | 0   | Benfica                 |

### Anh
Huấn luyện viên: Gareth Southgate
Anh đã công bố một đội hình sơ bộ gồm 27 cầu thủ vào ngày 16 tháng 5 năm 2019. Đội hình chính thức của Anh đã được công bố vào ngày 27 tháng 5 cùng năm.
| Số | VT | Cầu thủ                 | Ngày sinh (tuổi)            | Trận | Bàn | Câu lạc bộ        |
| -- | -- | ----------------------- | --------------------------- | ---- | --- | ----------------- |
| 1  | TM | Jordan Pickford         | 7 tháng 3, 1994 (25 tuổi)   | 17   | 0   | Everton           |
| 2  | HV | Kyle Walker             | 28 tháng 5, 1990 (29 tuổi)  | 46   | 0   | Manchester City   |
| 3  | HV | Danny Rose              | 2 tháng 7, 1990 (28 tuổi)   | 26   | 0   | Tottenham Hotspur |
| 4  | TV | Eric Dier               | 15 tháng 1, 1994 (25 tuổi)  | 39   | 3   | Tottenham Hotspur |
| 5  | HV | John Stones             | 28 tháng 5, 1994 (25 tuổi)  | 37   | 2   | Manchester City   |
| 6  | HV | Harry Maguire           | 5 tháng 3, 1993 (26 tuổi)   | 18   | 1   | Leicester City    |
| 7  | TV | Jesse Lingard           | 15 tháng 12, 1992 (26 tuổi) | 22   | 4   | Manchester United |
| 8  | TV | Jordan Henderson        | 17 tháng 6, 1990 (28 tuổi)  | 50   | 0   | Liverpool         |
| 9  | TĐ | Harry Kane (đội trưởng) | 28 tháng 7, 1993 (25 tuổi)  | 37   | 22  | Tottenham Hotspur |
| 10 | TV | Raheem Sterling         | 8 tháng 12, 1994 (24 tuổi)  | 49   | 8   | Manchester City   |
| 11 | TĐ | Jadon Sancho            | 25 tháng 3, 2000 (19 tuổi)  | 4    | 0   | Borussia Dortmund |
| 12 | HV | Joe Gomez               | 23 tháng 5, 1997 (22 tuổi)  | 6    | 0   | Liverpool         |
| 13 | TM | Jack Butland            | 10 tháng 3, 1993 (26 tuổi)  | 9    | 0   | Stoke City        |
| 14 | HV | Ben Chilwell            | 21 tháng 12, 1996 (22 tuổi) | 6    | 0   | Leicester City    |
| 15 | HV | Michael Keane           | 11 tháng 1, 1993 (26 tuổi)  | 7    | 1   | Everton           |
| 16 | TV | Declan Rice             | 14 tháng 1, 1999 (20 tuổi)  | 2    | 0   | West Ham United   |
| 17 | TV | Fabian Delph            | 21 tháng 11, 1989 (29 tuổi) | 18   | 0   | Manchester City   |
| 18 | TV | Ross Barkley            | 5 tháng 12, 1993 (25 tuổi)  | 27   | 4   | Chelsea           |
| 19 | TĐ | Marcus Rashford         | 31 tháng 10, 1997 (21 tuổi) | 31   | 6   | Manchester United |
| 20 | TV | Dele Alli               | 11 tháng 4, 1996 (23 tuổi)  | 35   | 3   | Tottenham Hotspur |
| 21 | TĐ | Callum Wilson           | 27 tháng 2, 1992 (27 tuổi)  | 2    | 1   | Bournemouth       |
| 22 | HV | Trent Alexander-Arnold  | 7 tháng 10, 1998 (20 tuổi)  | 5    | 1   | Liverpool         |
| 23 | TM | Tom Heaton              | 15 tháng 4, 1986 (33 tuổi)  | 3    | 0   | Burnley           |

### Hà Lan
Huấn luyện viên: Ronald Koeman
Hà Lan đã công bố một đội hình sơ bộ gồm 28 cầu thủ vào ngày 10 tháng 5 năm 2019. Do chấn thương nên Kenny Tete sau này được Hans Hateboer thay thế. Đội hình chính thức của Hà Lan đã được công bố vào ngày 27 tháng 5 cùng năm.
| Số | VT | Cầu thủ                      | Ngày sinh (tuổi)            | Trận | Bàn | Câu lạc bộ             |
| -- | -- | ---------------------------- | --------------------------- | ---- | --- | ---------------------- |
| 1  | TM | Jasper Cillessen             | 22 tháng 4, 1989 (30 tuổi)  | 48   | 0   | Barcelona              |
| 2  | HV | Hans Hateboer                | 9 tháng 1, 1994 (25 tuổi)   | 4    | 0   | Atalanta               |
| 3  | HV | Matthijs de Ligt             | 12 tháng 8, 1999 (19 tuổi)  | 15   | 1   | Ajax                   |
| 4  | HV | Virgil van Dijk (đội trưởng) | 8 tháng 7, 1991 (27 tuổi)   | 26   | 4   | Liverpool              |
| 5  | HV | Nathan Aké                   | 18 tháng 2, 1995 (24 tuổi)  | 10   | 1   | Bournemouth            |
| 6  | TV | Davy Pröpper                 | 2 tháng 9, 1991 (27 tuổi)   | 14   | 3   | Brighton & Hove Albion |
| 7  | TĐ | Steven Bergwijn              | 8 tháng 10, 1997 (21 tuổi)  | 5    | 0   | PSV Eindhoven          |
| 8  | TV | Georginio Wijnaldum          | 11 tháng 11, 1990 (28 tuổi) | 55   | 11  | Liverpool              |
| 9  | TĐ | Ryan Babel                   | 19 tháng 12, 1986 (32 tuổi) | 56   | 8   | Fulham                 |
| 10 | TĐ | Memphis Depay                | 13 tháng 2, 1994 (25 tuổi)  | 46   | 16  | Lyon                   |
| 11 | TĐ | Quincy Promes                | 4 tháng 1, 1992 (27 tuổi)   | 36   | 6   | Sevilla                |
| 12 | HV | Patrick van Aanholt          | 29 tháng 8, 1990 (28 tuổi)  | 9    | 0   | Crystal Palace         |
| 13 | TM | Kenneth Vermeer              | 10 tháng 1, 1986 (33 tuổi)  | 5    | 0   | Feyenoord              |
| 14 | HV | Stefan de Vrij               | 5 tháng 2, 1992 (27 tuổi)   | 37   | 3   | Internazionale         |
| 15 | TV | Marten de Roon               | 29 tháng 3, 1991 (28 tuổi)  | 10   | 0   | Atalanta               |
| 16 | TV | Kevin Strootman              | 13 tháng 2, 1990 (29 tuổi)  | 43   | 3   | Marseille              |
| 17 | HV | Daley Blind                  | 9 tháng 3, 1990 (29 tuổi)   | 62   | 2   | Ajax                   |
| 18 | TV | Tonny Vilhena                | 3 tháng 1, 1995 (24 tuổi)   | 15   | 0   | Feyenoord              |
| 19 | TĐ | Luuk de Jong                 | 27 tháng 8, 1990 (28 tuổi)  | 16   | 4   | PSV Eindhoven          |
| 20 | TV | Donny van de Beek            | 18 tháng 4, 1997 (22 tuổi)  | 5    | 0   | Ajax                   |
| 21 | TV | Frenkie de Jong              | 12 tháng 5, 1997 (22 tuổi)  | 7    | 0   | Ajax                   |
| 22 | HV | Denzel Dumfries              | 18 tháng 4, 1996 (23 tuổi)  | 5    | 0   | PSV Eindhoven          |
| 23 | TM | Marco Bizot                  | 10 tháng 3, 1991 (28 tuổi)  | 0    | 0   | AZ                     |

### Thụy Sĩ
Huấn luyện viên: Vladimir Petković
Đội hình chính thức của Thụy Sĩ đã được công bố vào ngày 27 tháng 5 năm 2019. Ba ngày sau, Breel Embolo gặp chấn thương và người thay thế cho anh là Noah Okafor.
| Số | VT | Cầu thủ                   | Ngày sinh (tuổi)            | Trận | Bàn | Câu lạc bộ               |
| -- | -- | ------------------------- | --------------------------- | ---- | --- | ------------------------ |
| 1  | TM | Yann Sommer               | 17 tháng 12, 1988 (30 tuổi) | 45   | 0   | Borussia Mönchengladbach |
| 2  | HV | Kevin Mbabu               | 19 tháng 4, 1995 (24 tuổi)  | 4    | 0   | Young Boys               |
| 3  | HV | François Moubandje        | 21 tháng 6, 1990 (28 tuổi)  | 21   | 0   | Toulouse                 |
| 4  | HV | Nico Elvedi               | 30 tháng 9, 1996 (22 tuổi)  | 10   | 1   | Borussia Mönchengladbach |
| 5  | HV | Manuel Akanji             | 19 tháng 7, 1995 (23 tuổi)  | 15   | 0   | Borussia Dortmund        |
| 6  | HV | Michael Lang              | 8 tháng 2, 1991 (28 tuổi)   | 30   | 3   | Borussia Mönchengladbach |
| 7  | TV | Noah Okafor               | 24 tháng 5, 2000 (19 tuổi)  | 0    | 0   | Basel                    |
| 8  | TV | Remo Freuler              | 15 tháng 4, 1992 (27 tuổi)  | 16   | 1   | Atalanta                 |
| 9  | TĐ | Haris Seferovic           | 22 tháng 2, 1992 (27 tuổi)  | 59   | 17  | Benfica                  |
| 10 | TV | Granit Xhaka (đội trưởng) | 27 tháng 9, 1992 (26 tuổi)  | 74   | 11  | Arsenal                  |
| 11 | TV | Renato Steffen            | 3 tháng 11, 1991 (27 tuổi)  | 6    | 0   | VfL Wolfsburg            |
| 12 | TM | Yvon Mvogo                | 6 tháng 6, 1994 (24 tuổi)   | 2    | 0   | RB Leipzig               |
| 13 | HV | Ricardo Rodríguez         | 25 tháng 8, 1992 (26 tuổi)  | 63   | 6   | Milan                    |
| 14 | TV | Steven Zuber              | 17 tháng 8, 1991 (27 tuổi)  | 23   | 6   | VfB Stuttgart            |
| 15 | HV | Loris Benito              | 7 tháng 1, 1992 (27 tuổi)   | 3    | 0   | Young Boys               |
| 16 | TĐ | Albian Ajeti              | 26 tháng 2, 1997 (22 tuổi)  | 7    | 1   | Basel                    |
| 17 | TV | Denis Zakaria             | 20 tháng 11, 1996 (22 tuổi) | 20   | 2   | Borussia Mönchengladbach |
| 18 | TV | Djibril Sow               | 6 tháng 2, 1997 (22 tuổi)   | 4    | 0   | Young Boys               |
| 19 | TĐ | Josip Drmić               | 8 tháng 8, 1992 (26 tuổi)   | 32   | 10  | Borussia Mönchengladbach |
| 20 | TV | Edimilson Fernandes       | 15 tháng 4, 1996 (23 tuổi)  | 8    | 0   | Fiorentina               |
| 21 | TM | Jonas Omlin               | 10 tháng 1, 1994 (25 tuổi)  | 0    | 0   | Basel                    |
| 22 | HV | Fabian Schär              | 20 tháng 12, 1991 (27 tuổi) | 48   | 7   | Newcastle United         |
| 23 | TV | Xherdan Shaqiri           | 10 tháng 10, 1991 (27 tuổi) | 80   | 22  | Liverpool                |